# Daniel Vicente
Daniel Vicente Gómez (ur. 2 marca 1993) – meksykański zapaśnik walczący w stylu klasycznym. Zajął osiemnaste miejsce na mistrzostwach świata w 2022 roku. 
Ósmy na igrzyskach panamerykańskich w 2023. Złoty medalista mistrzostw panamerykańskich w 2022; srebrny w 2021 i brązowy w 2017. Trzeci na mistrzostwach Karaibskich w 2018. Brązowy medalista igrzysk Ameryki Środkowej i Karaibów w 2023. Drugi na mistrzostwach panamerykańskich juniorów w 2011 i trzeci w 2012 roku.